# 小栗一雄

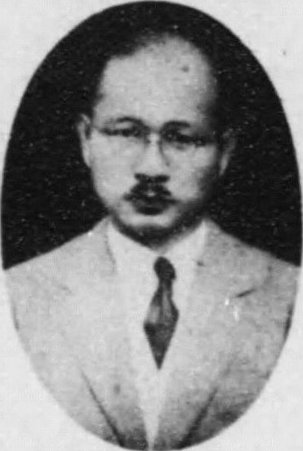
小栗一雄

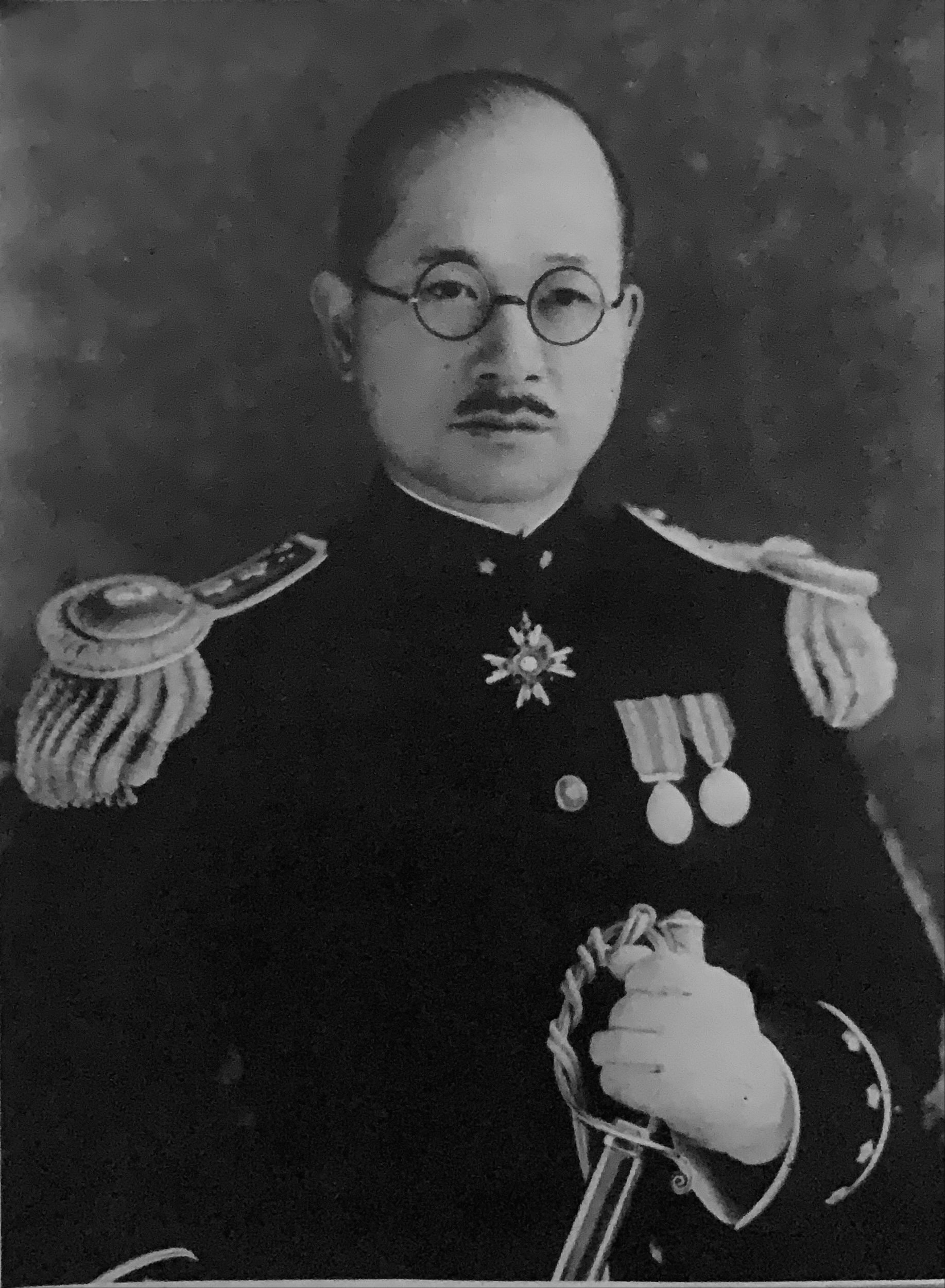
小栗一雄（警視総監時代、昭和9年頃）

小栗 一雄（おぐり かずお、1886年7月8日 - 1973年1月20日）は、日本の内務官僚。県知事、警視総監。

## 経歴
静岡県出身。小栗平七郎の四男として生まれる。静岡中学、第一高等学校を経て、1911年7月、東京帝国大学法科大学法律学科（独法）を卒業し、農商務省に入り東京大林区署に配属される。同年10月、文官高等試験行政科試験に合格。その後、山林事務官補となる。
1914年4月、同郷出身の一木喜徳郎文部大臣の秘書官に就任し文部省参事官を兼務。1915年8月、一木大臣の内務大臣へ異動に伴い内務大臣秘書官に就任。1916年10月、京都府視学官となり、東京府視学官、奈良県警察部長、長崎県警察部長、警視庁衛生部長、警視庁保安部長、大阪府書記官・警察部長、兵庫県書記官・内務部長、大阪府書記官・内務部長などを歴任。
1930年（昭和5年）8月、奈良県知事に就任。1931年（昭和6年）5月、台湾総督府に転じ内務局長となる。1932年（昭和7年）6月、福岡県知事となり、さらに1934年（昭和9年）10月、警視総監を務めた。
1935年（昭和10年）5月、東京市内において約1700人に及ぶ暴力団員、政治結社の構成員らの摘発を行う成果を上げたが、
1936年（昭和11年）、二・二六事件が発生したことを受けて同年3月に警視総監を休職（事実上の更迭）となり、翌月に退官した。
太平洋戦争を迎え、1942年（昭和17年）6月、陸軍司政長官・ボルネオ守備軍司令部付顧問に就任し、1944年（昭和19年）4月まで在任。この間、1943年（昭和20年）6月からはマライ軍政監部付兼南方総軍司令部付（顧問）、陸軍省軍務局付も務めた。
戦後は、1958年（昭和33年)より国士育英会理事長、国士産業相談役を務めた

## 逸話
- 農商務省の入省同期には、五島慶太、河合良成がいる。
- 文官高等試験合格同期には、重光葵、吉田茂 (内務官僚)らがいる。中でも吉田茂（総理大臣になった吉田茂とは同姓同名の別人）とは、無二の親友だった[5]。
- 中村汽船の創業者である中村精七郎とは妻同士が姉妹(安藤源五郎の娘)であり、義弟にあたる。中村には一家で広大な御世話になったと小栗は述懐している[6]。
- 中村精七郎が米内光政の支援者であったことから、小栗も米内が佐世保鎮守府長官時代から親交をもっており、1940年1月14日の米内内閣組閣時には組閣参謀として組閣本部に入っている。[7][8][9][10]
- 小栗は警視総監時代の1935年1月18日に夢野久作と面会している。前年久作が『オール読物』に発表した「骸骨の黒穂」が差別的であるとして大阪水平社が抗議をしてきたため、久作が「水平社の事」を頼むと小栗は「脅迫に来ましたら直ぐ通知せられよ。特高課で扱つて上げます」と答えたという[11][12][13]。

## 栄典
- 1943年（昭和18年）10月15日 - 正四位[14]